# آبراهام یوفه
آبراهام یوفه (انگلیسی: Avraham Yoffe; ۲۵ اکتبر ۱۹۱۳ – ۱۱ آوریل ۱۹۸۳) سیاست‌مدار و سرلشکر نیروهای دفاعی اسرائیل بود، که در فاصله سال‌های ۱۹۵۸ تا ۱۹۶۲ به‌عنوان فرمانده ستاد فرماندهی جنوبی اسرائیل فعالیت می‌کرد و از ۱۹۶۲ تا ۱۹۶۴ فرماندهی شمالی اسرائیل را برعهده داشت.
یوفه فعالیت نظامی را از سال ۱۹۲۹ در سن ۱۶ سالگی در هاگانا آغاز کرد. در سال ۱۹۳۶، یوفه به جوخه‌های ویژه شب، یک واحد ضد شورش مشترک بریتانیایی-یهودی که توسط اورد وینگیت تأسیس شده بود، پیوست. یوفه به عنوان سرگروه در یکی از جوخه‌ها خدمت کرد و به عنوان ستوان مایکل گروو، جانشین فرمانده، فعالیت داشت.
در طول جنگ جهانی دوم، او از سال ۱۹۴۰ تا ۱۹۴۴ به عنوان کاپیتان در سپاه توپخانه بریتانیا حضور داشت.
در طول جنگ ۱۹۴۸ اعراب و اسرائیل او فرمانده گردان در تیپ گولانی بود. در ۱۲ مه، گردان او در طول عملیات گیدئون، بیت‌شئان را تصرف کرد.
در طول بحران سوئز، او فرماندهی تیپ ۹ عودید ارتش اسرائیل، یک تیپ پیاده نظام موتوری را برعهده داشت که او آن را در ۵ نوامبر ۱۹۵۶ در پیشروی به جنوب سینا برای تصرف شرم‌الشیخ رهبری کرد. یوفه بین سال‌های ۱۹۵۷ و ۱۹۵۸ ریاست بخش آموزش و فرمانده مدرسه افسران را بر عهده داشت.